# Zone naturelle protégée des Lacs-Kennedy
La zone naturelle protégée des Lacs-Kennedy (anglais : Kennedy Lakes Protected Natural Area) est une zone naturelle protégée situé dans le comté de Northumberland au Nouveau-Brunswick. Elle protège des éléments caractéristiques des écorégions des Basses-Terres du Sud et des Basses-Terres continentales.

## Flore
Le sommet des collines est occupé par des forêts de feuillus tolérants. Les régions plus basses sont occupées par le sapin baumier, l'épinette et des feuillus intolérants. Les régions les plus sèches sont pleuplées de pin gris de pin blanc. Les zones les plus humides sont occupées par l'épinette noire et le thuya occidental.